# Torneo de Almatý
El Torneo de Almatý, o Almatý Open, es un torneo profesional de tenis que se disputa en pistas rápidas en Almatý, Kazajistán, en el Almaty Arena. El torneo forma parte del ATP Tour.
Entre 2020 y 2023, se organizó en Astaná debido a la cancelación de varios torneos durante la temporada 2020 y 2021, producto de la pandemia de COVID-19. En la edición de 2022, el torneo se convirtió en un ATP 500 y un torneo permanente del circuito.En diciembre de 2023, se oficializó su traslado a la ciudad de Almatý.

## Resultados

### Individual masculino
| Año    | Campeón          | Finalista          | Marcador      |
| Astaná | Astaná           | Astaná             | Astaná        |
| ------ | ---------------- | ------------------ | ------------- |
| 2020   | John Millman     | Adrian Mannarino   | 7-5, 6-1      |
| 2021   | Soon-Woo Kwon    | James Duckworth    | 7-6(6), 6-3   |
| 2022   | Novak Djokovic   | Stefanos Tsitsipas | 6-3, 6-4      |
| 2023   | Adrian Mannarino | Sebastian Korda    | 4-6, 6-3, 6-2 |
| Almatý |                  |                    |               |
| 2024   | Karen Khachanov  | Gabriel Diallo     | 6-2, 5-7, 6-3 |

### Dobles masculino
| Año    | Campeones                         | Finalistas                          | Marcador             |
| Astaná | Astaná                            | Astaná                              | Astaná               |
| ------ | --------------------------------- | ----------------------------------- | -------------------- |
| 2020   | Sander Gillé Joran Vliegen        | Max Purcell Luke Saville            | 7-5, 6-3             |
| 2021   | Santiago González Andrés Molteni  | Jonathan Erlich Andrei Vasilevski   | 6-1, 6-2             |
| 2022   | Nikola Mektić Mate Pavić          | Adrian Mannarino Fabrice Martin     | 6-4, 6-2             |
| 2023   | Nathaniel Lammons Jackson Withrow | Mate Pavić John Peers               | 7-6(4), 7-6(7)       |
| Almatý |                                   |                                     |                      |
| 2024   | Rithvik Bollipalli Arjun Kadhe    | Nicolás Barrientos Skander Mansouri | 3-6, 7-6(3), [14-12] |

### Individual femenino
| Año  | Campeón             | Finalista        | Marcador      |
| ---- | ------------------- | ---------------- | ------------- |
| 2021 | Alison Van Uytvanck | Yulia Putintseva | 1-6, 6-4, 6-3 |

### Dobles femenino
| Año  | Campeones                           | Finalistas                           | Marcador         |
| ---- | ----------------------------------- | ------------------------------------ | ---------------- |
| 2021 | Anna-Lena Friedsam Monica Niculescu | Angelina Gabueva Anastasia Zakharova | 6-2, 4-6, [10-5] |